# Променљива (математика)
У математици, променљива је услован наслов за скуп значења. Такође, променљива је број представљен словом који се добија када се од приказаног резултата бројевног израза одузме резултат свих бројева без променљиве. Свака променљива може постојати само у контексту, јер свака променљива је сама по себи асоцирана са датим скупом значења, изван којег она ништа не значи. Променљиве су инструменти логике који чине основицу савремене математике; оне су тамо, можда, најважнији прибор апстракције. Појам променљива је постао део математичког језика током развоја аналитичке геометрије. Конкретно, променљива може представљати број, вектор, матрицу, функцију, аргумент функције, скуп или елемент скупа.
Алгебарска израчунавања са променљивама као да су експлицитни бројеви решавају низ проблема у једном прорачуну. На пример, квадратна формула решава сваку квадратну једначину замењујући нумеричке вредности коефицијената дате једначине за променљиве које их представљају. У математичкој логици, променљива је симбол који представља неодређени термин теорије (метапроменљива), или основни објекат теорије којим се манипулише без позивања на његову могућу интуитивну интерпретацију.

## Нотација
Променљиве се углавном означавају једним словом, најчешће латиничним а ређе грчким, које може бити мало или велико. Слово може бити праћено индексом: број (као у x2), друга променљива (xi), реч или скраћеница речи (xtotal) или математички израз (x2i + 1). Под утицајем информатике, неки називи варијабли у чистој математици састоје се од неколико слова и цифара. Следствено Рене Декарту (1596–1650), слова на почетку абецеде као што су (a, b, c) се обично користе за познате вредности и параметре, а слова на крају абецеде као што су (x, y, z) се обично користе за непознате и променљиве функција. У штампаној математици, норма је да се променљиве и константе постављају курзивом.
На пример, општа квадратна функција се конвенционално пише као {\displaystyle ax^{2}+bx+c\,}, где су a, b и c параметри (који се називају константе, јер су константне функције), док је x променљива функције. Експлицитнији начин да се означи ова функција је {\displaystyle x\mapsto ax^{2}+bx+c\,} који појашњава статус функције-аргумента x и константни статус a, b и c. Пошто се c јавља у термину који је константна функција од x, назива се константним чланом.
Специфичне гране и примене математике имају посебне конвенције о именовању променљивих. Променљивама са сличним улогама или значењима често се додељују узастопна слова или исто слово са различитим индексима. На пример, три осе у 3Д координатном простору се конвенционално називају x, y, и z. У физици, имена варијабли су у великој мери одређена физичком количином коју описују, али постоје различите конвенције о именовању. Конвенција која се често прати у вероватноћи и статистици је употреба X, Y, Z за имена случајних променљивих, задржавајући x, y, z за променљиве које представљају одговарајуће боље дефинисане вредности.

## Специфичне врсте променљивих
Уобичајено је да варијабле играју различите улоге у истој математичкој формули, а имена или квалификатори су уведени да се разликују. На пример, општа кубна једначина
{\displaystyle ax^{3}+bx^{2}+cx+d=0,}
се тумачи као да има пет променљивих: четири, a, b, c, d, за које се узимају дати бројеви, а пета променљива, x,, се сматра непознатим бројем. Да би се разликовале, променљива x се назива непозната, а друге варијабле се називају параметри или коефицијенти, или понекад константе, иако је ова последња терминологија нетачна за једначину и треба је резервисати за функцију дефинисану левом страном ове једначине.
У контексту функција, термин променљива се обично односи на аргументе функција. Ово је типичан случај у реченицама као што су „функција реалне променљиве“, „x је променљива функције f: x ↦ f(x)“, „f је функција променљиве x“ (што значи да аргумент функције упућује на променљиву x).
У истом контексту, променљиве које су независне од x дефинишу константне функције и стога се називају константним. На пример, константа интеграције је произвољна константна функција која се додаје одређеном антидеривату да би се добили други антидеривати. Због јаке везе између полинома и функције полинома, термин „константа“ се често користи за означавање коефицијената полинома, који су константне функције неодређених.
Ова употреба „константе“ као скраћенице од „константне функције“ мора се разликовати од нормалног значења речи у математици. Константа или математичка константа је добро и недвосмислено дефинисан број или други математички објекат, као што су, на пример, бројеви 0, 1, π и елемент идентитета групе. Пошто променљива може представљати било који математички објекат, слово које представља константу често се назива променљивом. Ово је, посебно, случај са e и π, чак и када представљају Ојлеров број и  3.14159...
Друга специфична имена за променљиве су:
- Непозната је променљива у једначини коју треба решити.
- Неодређена вредност је симбол, који се обично назива променљива, који се појављује у полиному или формалном низу степена. Формално гледано, неодређена вредност није променљива, већ константа у полиномском прстену или прстену формалних степена редова. Међутим, због јаке везе између полинома или низова степена и функција које они дефинишу, многи аутори неодређене вредности сматрају посебном врстом променљивих.
- Параметар је величина (обично број) која је део инпута проблема и остаје константан током целог решавања овог проблема. На пример, у механици су маса и величина чврстог тела параметри за проучавање његовог кретања. У информатици, параметар има другачије значење и означава аргумент функције.
- Слободне променљиве и везане променљиве
- Случајна променљива је врста променљиве која се користи у теорији вероватноће и њеним применама.

Све ове деноминације варијабли су семантичке природе, а начин рачунања са њима (синтакса) је исти за све.

### Зависне и независне варијабле
У калкулусу и његовој примени на физику и друге науке, прилично је уобичајено разматрати променљиву, рецимо y, чије могуће вредности зависе од вредности друге променљиве, рецимо x. У математичком смислу, зависна променљива y представља вредност функције од x. Да би се поједноставиле формуле, често је корисно користити исти симбол за зависну променљиву y и функцију која пресликава x на y. На пример, стање физичког система зависи од мерљивих величина као што су притисак, температура, просторни положај, ..., а све ове величине варирају када систем еволуира, односно функције су времена. У формулама које описују систем, ове величине су представљене варијаблама које су зависне од времена и стога се имплицитно посматрају као функције времена.
Према томе, у формули, зависна променљива је променљива која је имплицитно функција друге (или неколико других) променљивих. Независна променљива је променљива која није зависна.
Својство променљиве да буде зависна или независна често зависи од тачке гледишта и није суштинска. На пример, у запису f(x, y, z), све три променљиве могу бити независне и нотација представља функцију три променљиве. С друге стране, ако y и z зависе од x (зависне су променљиве), онда нотација представља функцију једне независне променљиве x.

### Examples
Примери
Ако се дефинише функција f од реалних бројева до реалних бројева по
{\displaystyle f(x)=x^{2}+\sin(x+4)}
онда је x променљива која представља аргумент функције која се дефинише, а која може бити било који реалан број.
У идентитету
{\displaystyle \sum _{i=1}^{n}i={\frac {n^{2}+n}{2}}}
променљива i је променљива сумирања која заузврат означава сваки од целих бројева 1, 2, ..., n (назива се и индекс јер је њена варијација преко дискретног скупа вредности) док је n параметар (ни варира унутар формуле).
У теорији полинома, полином степена 2 се генерално означава као ax2 + bx + c, где се a, b и c називају коефицијентима (претпоставља се да су фиксни, тј. параметри разматраног проблема), док се x назива променљива. Када се проучава овај полином у оквиру његове полиномске функције, ово x представља аргумент функције. Када се полином проучава као објекат сам по себи, x се узима као неодређено, и често се пише великим словом уместо тога да би означио овај статус.